# Дай Вай Цун
Дай Вай Цун (трад.кит: 戴偉浚; спр.кит: 戴伟浚; пін: Dài Wěijùn; народився 25 липня 1999 року), також відомий як Цун Дай у Сполученому Королівстві та Гонконгу, а також як Дай Вейцзюнь у материковому Китаї — китайський професійний футболіст, що народився в Гонконгу. Грає за клуб китайської Суперліги «Шанхай Шеньхуа» і збірну Китаю.

## Раннє життя
Дай народився в Гонконзі, і на гру у футбол надихнув його батько, який колись грав за молодіжні команди Гонконгу. Він почав займатися спортом у віці 4 років, приєднавшись до молодіжної команди Істерну. Пізніше приєднався до футбольної академії гонконгської Барселони та тренувався з гравцями 2000 року народження.
Спочатку він грав на позиції опорного півзахисника і був у центрі уваги, а також часто був капітаном, демонструючи свої лідерські якості на полі. Він брав участь у молодіжних матчах футбольної академії гонконгської Барселони в Іспанії та Польщі, і підтримка його батька була головним фактором його успіху в юнацькому віці порівняно з однолітками. Він переїхав до Англії, щоб отримати можливість отримати якісну підготовку, приєднався до молодіжної команди «Редінгу».
Він також неодноразово викликався до молодіжних збірних Гонконгу під час перебування в Англії та грав на багатьох міжнародних молодіжних змаганнях.

## Кар'єра

### «Бері»
Після того, як він залишив «Редінг», перейшов до складу «Бері» на перегляд і приєднався до молодіжної системи клубу під ім'ям Цун Дай.

### Сезон 2017—2018
Після сезону 2016–17 «Бері» оголосив, що 11 гравців залишають клуб, але запропонував Даю свій перший професійний контракт і футболку з номером 25, що зробило його другим гонконзьким футболістом, який підписав контракт з англійською командою.
Його першою грою за «Бері» стала передсезонна гра проти «Сандерленда» 8 липня 2017 року. Він допоміг забити другий гол «Бері», який дозволив їм повести в рахунку 2:1 до перерви, хоча йому не зарахували результативної передачі. Він був замінений у другому таймі, і матч завершився з рахунком 3:2 на користь «Сандерленда». Менеджер «Бері», Лі Кларк, заявив, що він задоволений грою Дая і що він має величезний потенціал. 16 липня він зіграв свою другу гру, вийшовши з лави запасних, проти «Гаддерсфілд Таун» і заслужив багато компліментів за свою видатну гру. Його третій матч і другий вихід зі старту за «Бері» був проти «Макклсфілда», і він провів весь матч. Хоча команда програла з рахунком 1–0, якість гри Дая ще більше покращилася та вразила як тренерів «Бері», так і суперника. Він отримав 3-річне продовження контракту, який тривало до 2020 року.
Дай вперше зіграв у чемпіонаті за «Бері» в матчі проти «Волсолла», в якому він вийшов на заміну на 60-й хвилині . Він став другим гонконзьким футболістом, який зіграв в англійському професійному матчі, і першим, хто зробив це за 55 років. Дай вперше стартував у кубку за «Бері» через п'ять днів у матчі проти «Сандерленда» в першому раунді Кубку Футбольної ліги 2017—2018, який його команда програла з рахунком 1:0. Дай забив свій перший гол у кар'єрі за «Бері» як гол престижу під час матчу в Трофеї Футбольної ліги проти «Флітвуда».

### «Оксфорд Юнайтед»
Дай підписав контракт з «Оксфорд Юнайтед» 9 серпня 2018 року за нерозголошену плату за дворічним контрактом. За рік він був проданий до «Вулвергемптон Вондерерз», знову ж таки за нерозголошену плату, не встигнувши зіграти за першу команду «Оксфорда».

### «Утрехт»
30 січня 2019 року Дай був відданий в оренду до «Утрехта» до кінця сезону. Він провів 12 матчів за клуб у другій половині сезону та віддав дві гольові передачі.

### «Вулвергемптон»
10 липня 2019 року Дай приєднався до молодіжної команди клубу англійської Прем'єр-ліги «Вулвергемптон Вондерерз» за суму, яка не розголошується, підписавши дворічний контракт з можливістю продовження ще на 12 місяців. Він дебютував вийшовши на заміну на 87-й хвилині в матчі Прем'єр-ліги 2 проти молодіжної команди Брайтона 13 серпня 2019 року.

### «Шеньчжень»
16 липня 2020 року «Вулвергемптон Вондерерс» оголосив, що Дай завершив перехід до команди китайської Суперліги «Шеньчжень». Він зіграв у перших двох матчах чемпіонату Китаю 2020 року, вийшовши в першій грі, а в другій вийшов на заміну. 29 серпня 2020 року Дай забив перший гол за клуб у матчі проти «Гуанчжоу» (2:0). Він мав розбіжності щодо контракту з клубом і не грав за них протягом першої половини сезону китайської Суперліги 2023 року.

### «Шанхай Шеньхуа»
28 червня 2023 року Дай приєднався до іншого клубу китайської Суперліги «Шанхай Шеньхуа» в якості вільного агента.

## Кар'єра у збірній
У вересні 2018 року Дай попав до заявки національної збірної Гонконгу. Хоча спочатку повідомлялося, що він відмовився від виклику до Гонконгу через травму, пізніше він прийняв виклик під час того самого вікна до тренувального табору Китаю під керівництвом Гуса Гіддінка в Амстердамі, Нідерланди. Вже за два тижні після табору гонконзький менеджер Гарі Вайт знову включив Дая до заявки для участі у кваліфікації до Кубка Східної Азії з футболу. Після хороших виступів у китайській Суперлізі в серпні 2020 року було повідомлено, що «Шеньчжень» почав допомагати Даю в його заявці на натуралізацію в Китаї, і що Дай сам хотів бути викликаним до китайської команди. У вересні 2020 року він зізнався в інтерв'ю, що «якби в мене була можливість представляти китайську команду, для мене було б великою честю. Моя заявка обробляється, і клуб допомагає мені».
27 січня 2022 року Дай дебютував у збірній Китаю в матчі проти Японії у відбірковому матчі ЧС-2022, вийшовши на заміну на 64-й хвилині.
Дай потрапив до складу збірної Китаю на Кубок Азії 2023 року в Катарі та вийшов з перших хвилин у стартовому матчі проти Таджикистану 13 січня 2024 року.

## Особисте життя
Дай має як гонконзький, так і британський паспорт, і тому має право представляти Гонконг або Англію на міжнародному рівні. Його батько також є завзятим прихильником футболу і грав за молодіжні команди Гонконгу, і ходить підтримувати сина на кожен матч. Його мати, яка працює в Гонконзі, відвідує їх кожні кілька місяців. Оскільки Дай грав за молодіжну команду «Істерна» і підтримував їх з юного віку, він заявив, що якщо у нього коли-небудь буде можливість повернутися грати в рідний Гонконг, то він буде грати тільки за «Істерн».
Дай багатомовний. Він може розуміти і розмовляти кантонською, мандаринською та англійською мовами, в минулому давав інтерв'ю на всіх 3 мовах.

## Титули і досягнення
- Володар Кубка Китаю (1):

«Шанхай Шеньхуа»: 2023